# سویه دلتای سارس کووید ۲

کشورهای دارای موارد تأیید شده از نوع دلتا تا ۹ ژوئیه 2021 (GISAID)

نوع دلتای کروناویروس سندرم حاد تنفسی ۲، (به انگلیسی: SARS-CoV-2 Delta variant) که با نام نسب B.1.617.2 نیز شناخته می‌شود، یکی از انواع جهش‌یافته کووید ۱۹ است که در اواخر سال ۲۰۲۰ برای اولین بار در هند گزارش شد. در ۳۱ مه ۲۰۲۱، سازمان جهانی بهداشت، این نوع ویروس را نوع دلتا کووید ۱۹ نامید.
در ماه مه ۲۰۲۱، سازمان بهداشت عمومی انگلستان مشاهده کرد که بیماری‌زایی نوع دلتا حدود ۵۱–۶۷ درصد بالاتر از بیماری‌زایی نوع آلفای کووید ۱۹ است.
واکسن‌های کووید-۱۹ قادر به پیشگیری در برابر نوع دلتا هستند. تصور می‌شود که این نوع ویروس تا حد زیادی عامل موج دوم دنیاگیری کووید-۱۹ در هند در فوریه ۲۰۲۱ باشد. این ویروس سپس باعث آغاز موج سوم بیماری در فیجی، انگلستان و آفریقای جنوبی شد. سازمان بهداشت جهانی در ژوئیه ۲۰۲۱ هشدار داد که این سویهٔ جدید می‌تواند تأثیر مشابهی در سایر نقاط اروپا و آفریقا داشته باشد. این ویروس در اواخر ماه ژوئیه، افزایش روزانهٔ مبتلایان در بخش‌هایی از آسیا، ایالات متحده، و استرالیا را در پی داشت.
تا ۲۰ ژوئیه ۲۰۲۱، این نوع ویروس به ۱۲۴ کشور گسترش یافته‌است. سازمان جهانی بهداشت اعلام کرد که سویهٔ جدید دلتا، در حال تبدیل به سویهٔ غالب کووید ۱۹ در جهان است.

## علائم
علائم کووید-۱۹ دلتا ممکن است با علائم انواع ابتدایی کووید-۱۹ متفاوت باشد. افراد مبتلا شده ممکن است در ابتدا علائم این ویروس را با علایم یک سرماخوردگی شدید اشتباه بگیرند و متوجه نشوند که نیاز به اقدامات پزشکی ویژه و قرنطینه دارند. علائم رایج گزارش شده شامل سردرد، گلودرد، آب‌ریزش بینی و تب است. نوع دلتا در انگلستان، در ۹۱ درصد از تمامی موارد جدید ابتلا به کووید-۱۹ شناسایی شده‌است. یک مطالعه در این کشور نشان داد که بیشترین علائم گزارش شده، سردرد، گلودرد و آب‌ریزش بینی هستند.
پیشگیری